# Plainfield (New Jersey)
Plainfield è un comune degli Stati Uniti d'America, nella Contea di Union, nello Stato del New Jersey. Come da censimento del 2010 degli USA, la città conta 49 808 abitanti.

## Società

### Evoluzione demografica
Abitanti censiti